# St. Severinus (Erpel)

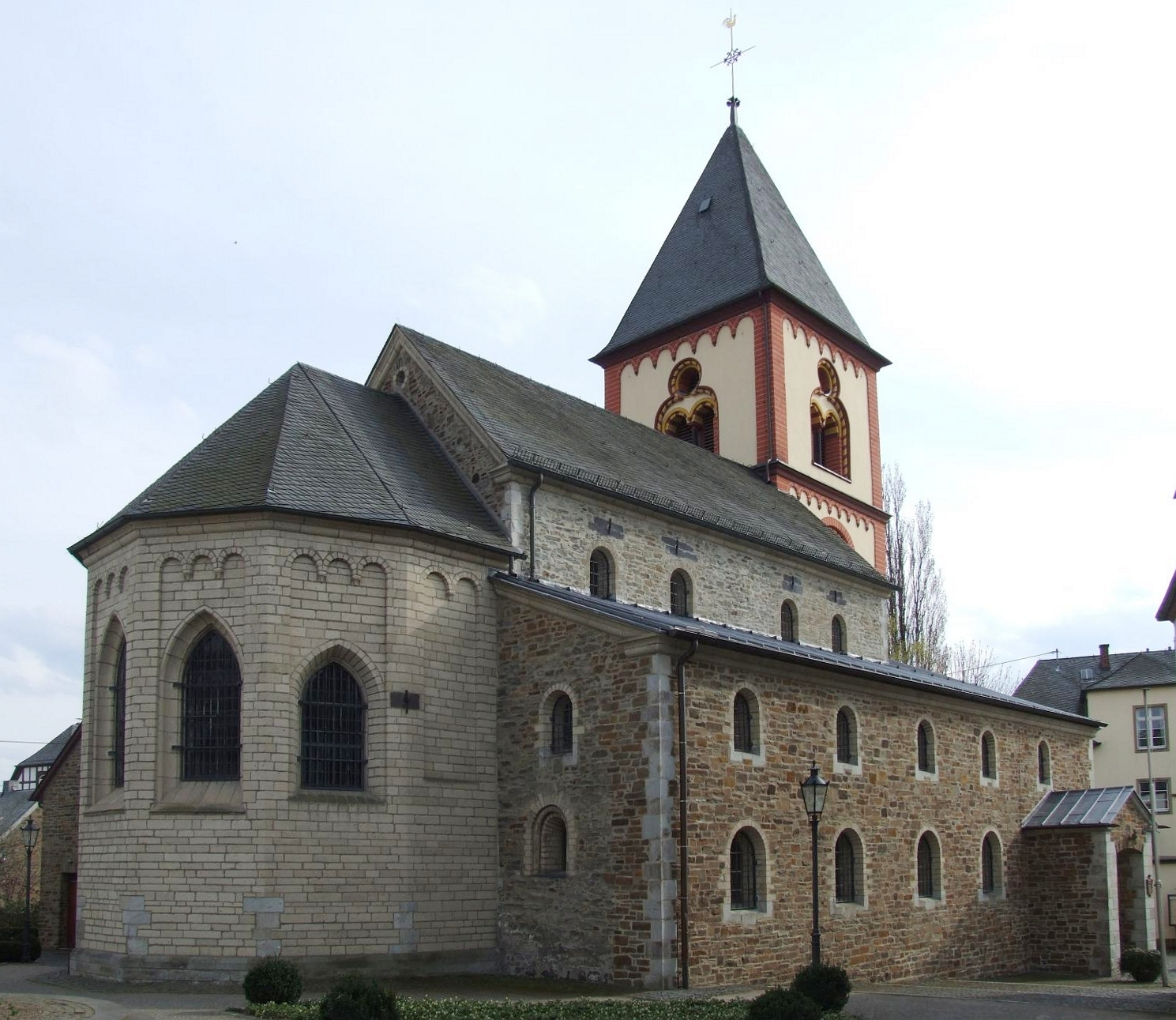
Katholische Pfarrkirche St. Severinus

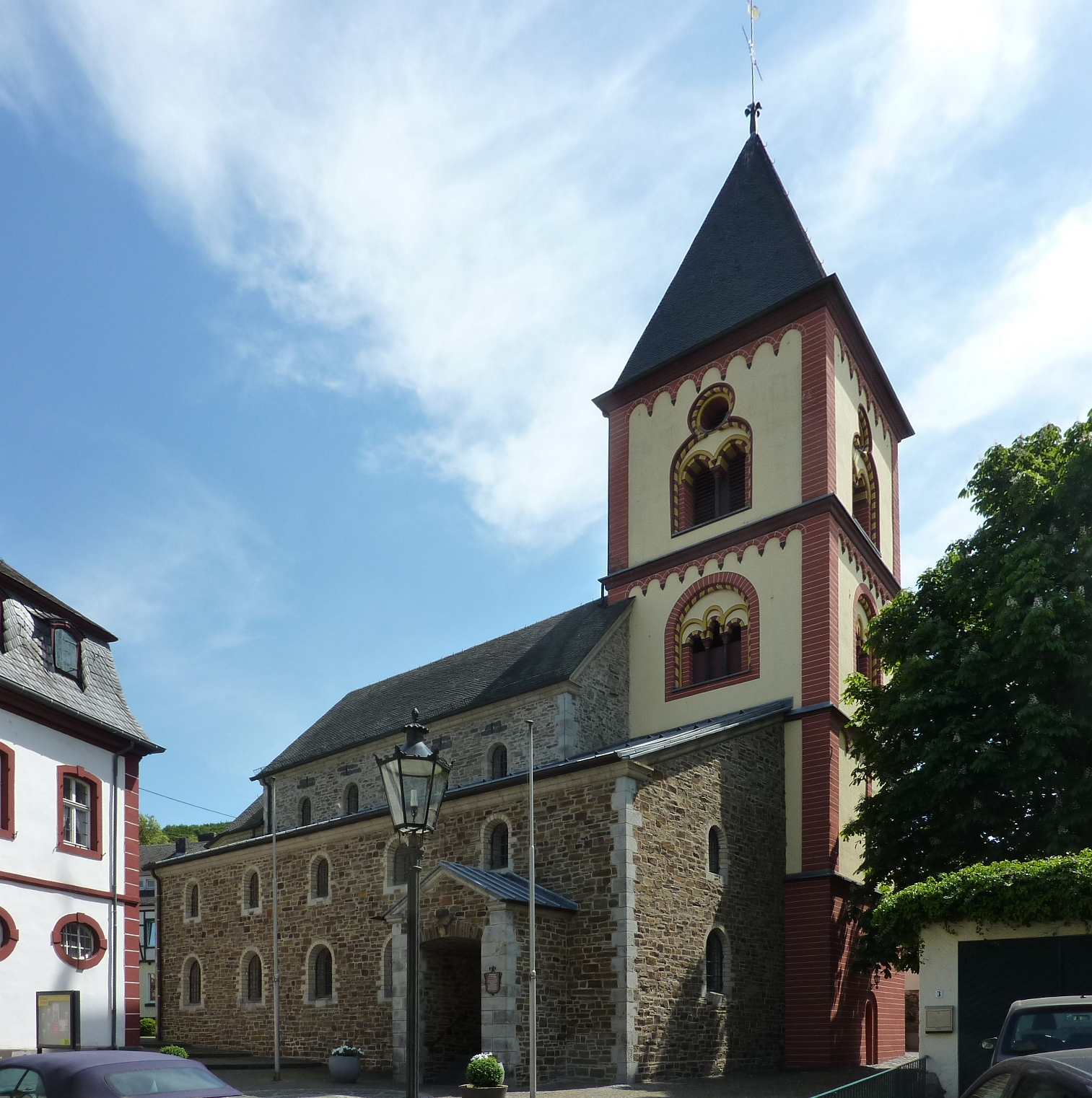
Ansicht von Südwesten

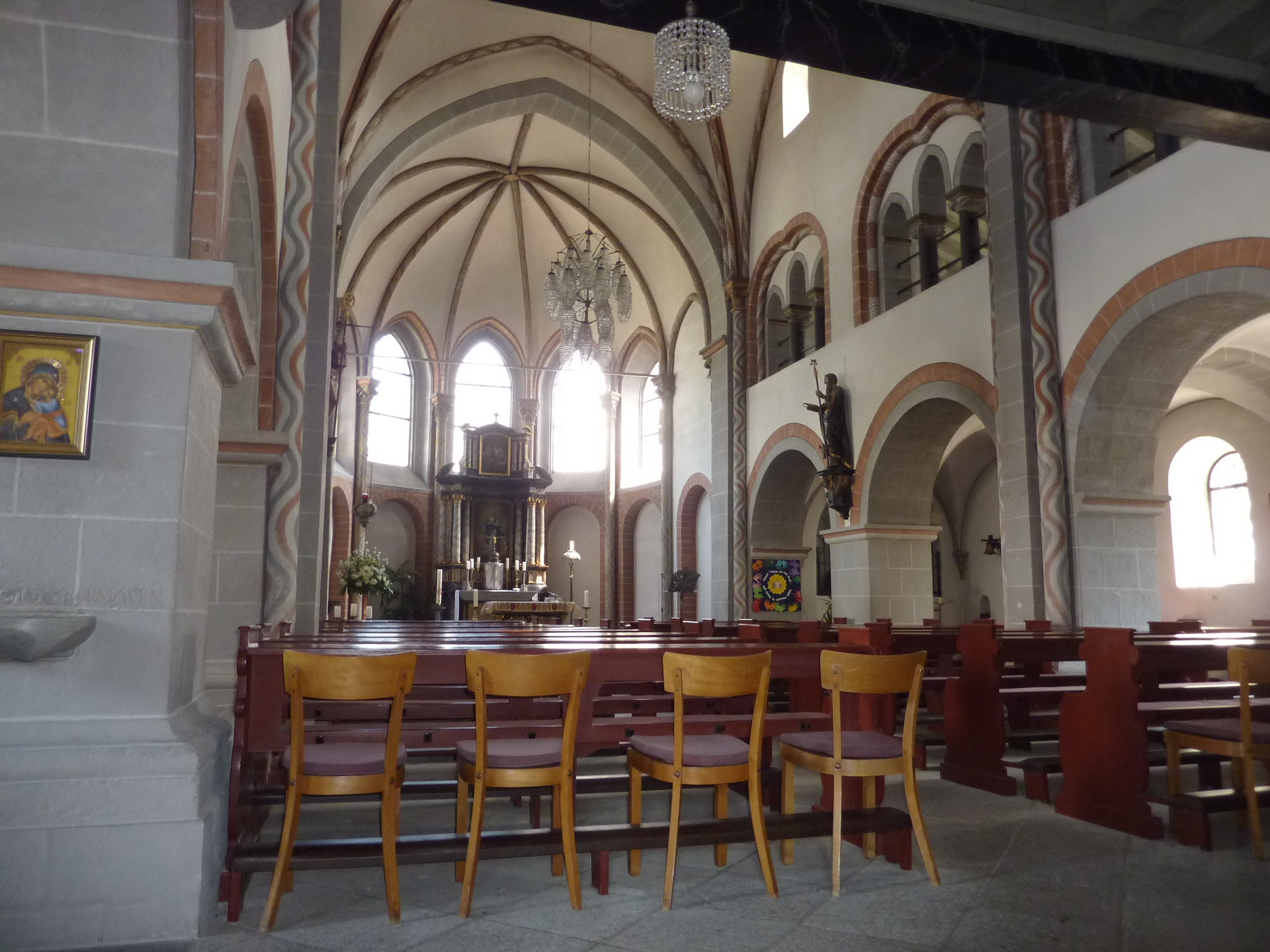
Inneres Richtung Chor

Die römisch-katholische Pfarrkirche St. Severinus ist ein Bruchstein-Kirchengebäude in der Frongasse in Erpel, einer Stadt im Landkreis Neuwied in Rheinland-Pfalz. Sie ist ein geschütztes Kulturdenkmal.

## Geschichte
Von dem im 11. oder frühen 12. Jahrhundert errichteten Vorgängerbau ist das Turmuntergeschoss erhalten. Das Gebäude wurde Mitte des 13. Jahrhunderts abgebrochen und neu errichtet. Die zwei östlichen Joche der Seitenschiffe und Emporen wurden 1751 entfernt, um das Gebäude heller und geräumiger zu machen. Es entstand so ein Querschiff, ähnlich dem Trierer Dom. Das Langhaus wurde bis zum Turm verlängert, die Chorfenster erweitert.
Ursprünglich hatte die dreischiffige, im rheinischen Übergangsstil gebaute Emporenbasilika zwei Doppeljoche und einen rechteckigen Chor.

## Ausstattung
- Figur des Erzengels Michael um 1475
- Kanzel von 1736 (auf dem Schalldeckel steht der Erzengel Michael)
- Kirchenfenster im Chor aus der Zeit um das 15. Jahrhundert
- Nischenkreuz, datiert 1667, Sockel und Korpus von 1870 und 1956[4]

## Glocken
Zurzeit befinden sich vier Glocken im Turm der Pfarrkirche. Die kleine Donatusglocke wird solistisch geläutet.
| Nr. | Name      | Nominal 16tel | Gewicht in kg | Durchmesser in mm | Gussjahr | Gießer                  | Inschrift |
| --- | --------- | ------------- | ------------- | ----------------- | -------- | ----------------------- | --- |
| 1   | Osanna    | des1 +8       | 2.250         | 1.420             | 1388     | Heinrich von Gerresheim | "OSANNA: HEIS ICH: XLV: ZINT(ner): VVIGEN. ICH: GOT: VVAL(t)S: JHESUS: MARIA: ANNO: D(omi)NI: M°: CCC°: LXXXVIII°: EDITA: SUM: • MEISTER: IIEINR(ich) VAN + GERESHEIM +" |
| 2   | Severinus | es1 −3        | 1.200         | 1.240             | 1531     | Peter von Echternach    | "SANT SEVERIN HEIS ICH IN GODES ERE LUDE(n) ICH BOES VED VERFRIVE(n) ICH PETER VA(n) ECHTERNACH GOS MIC 1531" |
| 3   | Maria     | f1 +0         | 1.000         | 1.150             | 1768     | Martin Legros, Malmedy  | "VOX PRIMA ERPELY EDITA SUM BAPTIZATA MARIA VIVENTES AD OPUS CLAMANS, FUNCTOSQUE SEPULCHRUM FUSA ANNO 1 6 4 1, REFUSA 1 7 6 8 PER MARTINUM LEGROS, MALMUNDANIENSEM" (Als erste Stimme in Erpel bin ich entstanden, getauft auf Maria, die Lebenden rufe ich zur Arbeit, die Toten zur Beerdigung. Ich wurde im Jahr 1641 gegossen, erneuert 1768 durch Martin Legros, Malmedy.) |
| 4   | Donatus   | e2 +2         | 120           | 600               | 1768     | Martin Legros, Malmedy  | "ALL TAG ZU DEINER EHAR O DONATE DEN ENGLISCHEN GRUSS USBREITE! MARTINUS LEGROS FECIT" |

Quelle: Gerhard Hoffs: Glocken im Dekanat Königswinter.

## Pfarrgemeinde
Die Pfarrgemeinde St. Severinus Erpel bildet mit St. Pantaleon (Unkel), St. Maria Magdalena (Rheinbreitbach) und St. Johannes Baptist (Bruchhausen) den Katholischen Seelsorgebereich Verbandsgemeinde Unkel im 2018 errichteten Sendungsraum Bad Honnef/Unkel („Katholisch am Siebengebirge“) im Erzbistum Köln.

## Trivia

Ortswappen mit den drei Kronen

Als der Legende zufolge Erzbischof Reinald von Dassel bei der Übertragung der Gebeine der Heiligen drei Könige 1164 von Mailand nach Köln im Ort Station machte, nahm das ältere Kirchengebäude die Reliquien auf. Aus diesem Grund führt das Ortswappen im oberen Feld drei Kronen.